# Nicodemus Tessin el Viejo

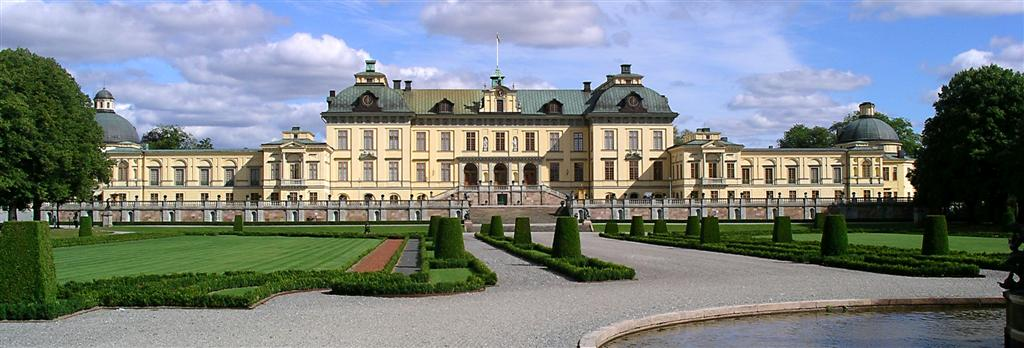
Palacio de Drottningholm.

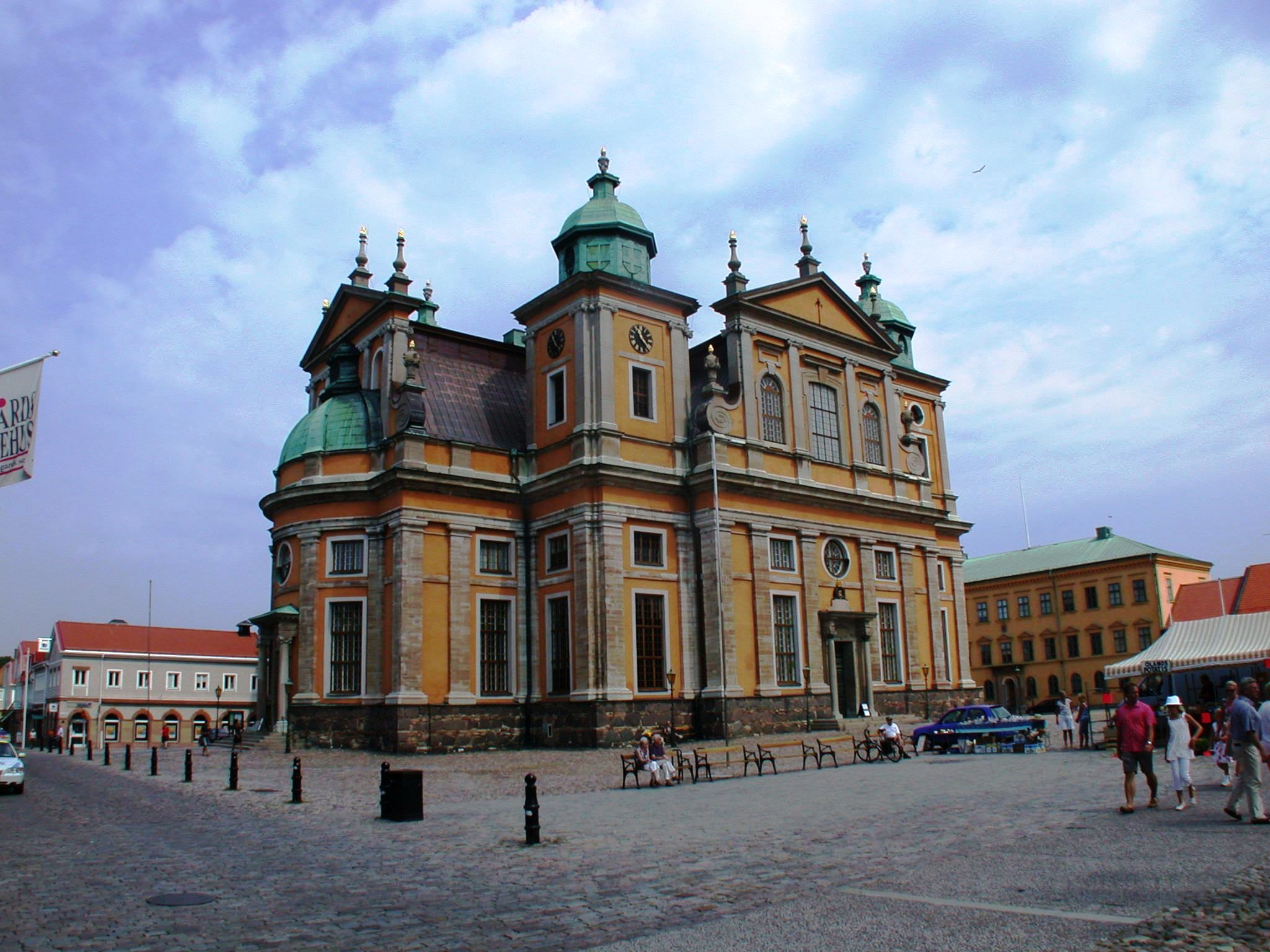
Catedral de Kalmar.

Nicodemus Tessin, el Viejo (Stralsund, 7 de diciembre de 1615-24 de mayo de 1681) fue un arquitecto importante de Suecia y el primer arquitecto municipal (stadsarkitekt) de la ciudad de Estocolmo, cargo que ostentó desde 1661 hasta su muerte en 1681, año en el que su hijo Nicodemus Tessin el Joven le sucedió en el cargo. 
Entre sus obras destacan el real sitio de Drottningholm, hoy Patrimonio de la Humanidad de la Unesco y el catedral de Kalmar.

## Biografía
Nacido en Stralsund, en Pomerania Sueca, Tessin se fue a Suecia de joven. Tras trabajar para el canciller Axel Oxenstierna, continuó sus estudios de arquitectura en Alemania, Italia, Francia y los Países Bajos.